# Domenico Buonvicini
Domenico Buonvicini, conosciuto come fra' Domenico da Pescia (Pescia, 1450 circa – Firenze, 23 maggio 1498), è stato un monaco cristiano e predicatore italiano.
Domenicano e seguace di Girolamo Savonarola, fu un convinto sostenitore del suo tentativo di riforma della Chiesa e credeva nelle sue capacità taumaturgiche.

## Attività con il Savonarola
Buonvicini nacque a Pescia attorno al 1450. Entrò nell'Ordine dei frati predicatori al Convento di San Domenico di Bologna, dove probabilmente conobbe Girolamo Savonarola. Con Savonarola si spostò a Firenze. Nel marzo 1491 stava predicando la Quaresima a Pisa e Savonarola gli scrisse per parlargli del suo timore che stesse per essere bandito da Firenze da parte di Lorenzo de' Medici.
Buonvicini continuò ad affiancare Savonarola, diventando uno dei suoi confidenti più assidui. Molto entusiasta nell'attuare le iniziative del maestro, spesso lo sostituiva in varie situazioni, come prediche e cerimonie pubbliche, quando preferiva rimanere in silenzio per motivi di salute o «per non far isdegnare tanto i suoi avversari e persecutori», come afferma il cronista piagnone Jacopo Nardi. Per questo ottenne il soprannome di "fattoraccio", dovuto alla sua rozzezza e alla fedeltà a Savonarola. I suoi contemporanei lo descrivono come puerile e credulone; fa eccezione il suddetto Jacopo Nardi, che ne elogia «spirito e divozione» e si meraviglia per come avesse fama di scarsa dottrina. È invece ricordato come «huomo di buona purità, ma di dura cervice, et troppo credulo a revelatione et sogni di donne» da Roberto Ubaldini, autore di una cronaca del convento fiorentino di San Marco (Chronica conventus Sancti Marci de Florentia ordinis Praedicatorum).
Savonarola affidò a Buonvicini la guida delle compagnie di fanciulli che, in quanto innocenti, sorvegliavano la moralità della città. Buonvicini ebbe un ruolo fondamentale nel risanamento morale. Secondo Jacopo Nardi, Buonvicini:
(Nardi, vol. 1, p. 91)
Le prediche di Buonvicini erano molto simili a quelle di Savonarola. Alcuni abbozzi di prediche annotati su una Bibbia furono attribuiti a Savonarola ma erano in realtà scritti da Buonvicini, come dimostrato da Roberto Ridolfi.
Secondo la storiografia e agiografia di parte savonaroliana ebbe un ruolo rilevante anche nei rapporti dei monaci di San Marco con la corte medicea. Sarebbe stato amico di Agnolo Poliziano e l'avrebbe assistito con altri frati sul momento della morte, il 24 settembre 1494.
Il suo ruolo tra i domenicani fiorentini fu di primaria importanza dal 1493. A maggio fece parte della delegazione del convento di San Marco che visitò papa Alessandro VI. Fu incaricato insieme ad Alessandro Rinuccini e Roberto Ubaldini (quest'ultimo si aggiunse in seguito) di trattare con il cardinale protettore dell'ordine domenicano, Oliviero Carafa, e con il maestro generale dell'Ordine dei predicatori, Gioacchino Torriani, riguardo alla separazione del convento fiorentino dalla congregazione lombarda. Ai delegati domenicani, assistiti dall'ambasciatore fiorentino a Roma Filippo Valori, si opponevano il vicelegato generale della provincia lombarda e il potente cardinale Ascanio Sforza. Un'altra difficoltà era costituita dagli intrighi e dall'indifferenza della corte papale dei Borgia. Buonvicini riceveva molte lettere da Savonarola. Per convincere il papa cercò di operare un miracolo di fronte a lui resuscitando un morto, convinto che non gli sarebbe mancato l'aiuto divino per farlo. Prima che potesse provarci i delegati domenicani riuscirono comunque a ottenere, il 22 maggio 1493, l'autonomia del convento di San Marco dalla congregazione lombarda, grazie al cardinale Carafa che convinse il pontefice. Di conseguenza il 27 giugno dello stesso anno l'affiliazione di Buonvicini e Savonarola al convento fiorentino fu riconosciuta formalmente dal maestro generale dell'Ordine. Nell'agosto dello stesso anno fu riconosciuta l'autonomia anche per gli altri due conventi toscani di S. Domenico a Fiesole e di S. Caterina a Pisa, grazie agli oratori fiorentini a Roma, Agnolo Niccolini e Pierfilippo Pandolfini. Buonvicini fu nominato priore del convento di Fiesole.
Il 9 settembre 1495 il papa ripristinò la dipendenza dei conventi toscani da quelli lombardi e Savonarola, accusato di disobbedienza, fu sottoposto al giudizio del vicario generale dei domenicani di Lombardia. Buonvicini come Savonarola non obbedì alle decisioni del papa che gli imponevano di andare a Bologna per essere assegnato a un altro convento fuori dal territorio di Firenze. Grazie al loro rapporto con i gruppi di potere della repubblica fiorentina i domenicani riuscirono a ottenere sostegno. Buonvicini fu convocato il 26 aprile 1496 a predicare davanti al Consiglio grande e parlò di visioni di angeli e diavoli che lui avrebbe avuto; con questo contribuì a far smascherare Filippo Corbizzi e altri cospiratori che avevano organizzato una congiura. Un'altra predica di Buonvicini, tenuta il 22 ottobre 1496 a San Lorenzo, interpretò segnali provvidenziali sull'opposizione all'attacco dell'imperatore contro Firenze, dopo che aveva conquistato Pisa.

## Ruolo dopo la scomunica di Savonarola
Quando cedette l'accordo tra il governo fiorentino e Savonarola e a quest'ultimo fu vietato di predicare dopo la sua scomunica da parte di Alessandro VI, Buonvicini sostituì Savonarola come predicatore a San Marco e continuò a dichiararsi fedele a lui, negando che non avesse più influenza sul governo. Inoltre si fece ancora più forte la sua polemica contro i detrattori del Savonarola e contro Alessandro VI; Paolo Somenzi, agente milanese a Firenze, scrisse a Ludovico il Moro che Bonvicini diceva, a confronto di Savonarola, «forsi qualcosa più contra la Santità di Nostro Signore et de tutto el clero».
Buonvicini fu poi fondamentale nella vicenda del "giudizio di Dio" che oppose i francescani e i domenicani. Già nel 1497 il francescano Francesco di Puglia sfidò a Prato Buonvicini, che lì stava predicando, alla prova del fuoco, opponendo un favorevole e un contrario a Savonarola. Buonvicini accettò la sfida, ma non Francesco, che fu di nuovo coinvolto nella polemica contro Savonarola a marzo 1498: durante una predica a Santa Croce, dichiarò che avrebbe sostenuto col fuoco le sue opinioni sulla dottrina di Savonarola e la validità della sua scomunica. Buonvicini accettò la sfida. La Signoria stabilì i termini di questa prova in modo che Savonarola perdesse la sua influenza sul popolo. La sfida però non ebbe poi luogo, per la riluttanza dei francescani, che rinviavano, e poi a causa di una pioggia che spense i roghi necessari per la prova. Buonvicini fu poi rimproverato da Savonarola, dato che questa prova fu determinante per la sua perdita di prestigio.

## Arresto e condanna
Nell'aprile 1498, dopo la morte di Francesco Valori, protettore di Savonarola, Buonvicini fu arrestato a San Marco insieme a Silvestro Maruffi e Savonarola stesso, con l'accusa, per tutti e tre, di essere «eretici e scismatici per aver predicato cose nuove», voluta dai commissari pontifici, Gioacchino Torriani e Francesco Remolines.
Buonvicini fu torturato e continuò a dichiararsi fedele a Savonarola, ma non poté essere considerato colpevole secondo i canoni da parte degli inquisitori. Fu comunque condannato alla stessa pena del suo maestro a causa degli stretti rapporti fra di loro. Gli Otto di Balia erano comunque scettici per la condanna eccessiva contro un personaggio con un ruolo minore, considerato non completamente responsabile. Tuttavia temevano che il mito di Savonarola tornasse a convincere la popolazione fiorentina, e Remolines affermò che aveva poca importanza «un frataccio più, o uno meno».
Buonvicini si congedò dai confratelli del monastero di Fiesole ingiungendo di essere fedeli alla dottrina di Savonarola. Il giorno prima della sua morte scrisse loro una lettera in cui chiedeva che gli opuscoli del Savonarola fossero raccolti nella sua cella e legati, affinché non fossero perduti.
Buonvicini, Savonarola e Maruffi furono impiccati e arsi il 23 maggio 1498. Buonvicini fu sottoposto a degradazione e spogliato degli abiti dell'ordine. Le sue ceneri furono gettate nell'Arno per evitare che fossero portate via come reliquie.

## Opere
- Lettera ad Agnolo Niccolini e Pierfilippo Pandolfini (1494)[9]
- Epistola di frate Domenico da Pescia mandata a fanciulli fiorentini (1497)[10][11]